# Caloptilia mandschurica
Caloptilia mandschurica är en fjärilsart som först beskrevs av Hugo Theodor Christoph 1882.  Caloptilia mandschurica ingår i släktet Caloptilia och familjen styltmalar. Inga underarter finns listade i Catalogue of Life.